# Arena Po
Arena Po é uma comuna italiana da região da Lombardia, província de Pavia, com cerca de 1.572 habitantes. Estende-se por uma área de 22 km², tendo uma densidade populacional de 71 hab/km². Faz fronteira com Bosnasco, Castel San Giovanni (PC), Pieve Porto Morone, Portalbera, San Zenone al Po, Spessa, Stradella, Zenevredo, Zerbo.

## Demografia
| Variação demográfica do município entre 1861 e 2011                               |
|                                                                                   |
| Fonte: Istituto Nazionale di Statistica (ISTAT) - Elaboração gráfica da Wikipedia |